# Ashaninka-Inkaratte
Die Ashaninka-Inkaratte (Cuscomys ashaninka), auch Asháninka-Baumchinchillaratte genannt, ist eine Nagetierart aus der Familie der Chinchillaratten (Abrocomidae). Sie wurde 1999 beschrieben, nach dem indigenen Volk der Asháninka benannt, und kommt im Südosten der peruanischen Anden in der Region Cusco vor.

## Merkmale
Die Ashaninka-Inkaratte ist eine große graue Ratte mit dichtem Fell. Das Deckhaar ist auf dem Rücken schwärzlich und ca. 40 mm lang, die hellgraue Unterwolle ist bis zu 20 mm lang. Die Körperseiten, die Bauchseite und die Kehle sind hellgrau. Auf dem Kopf befindet sich eine weiße, mittige Linie, die von der Stirn bis zur Nase verläuft. Auch das Kinn und die Lippen sind weiß. Die Ohren sind weitgehend unbehaart. Die Haare an der Basis der Ohren sind aber lang und reichen bis zu den Ohrspitzen. Die hellen oder weißen, steifen Schnurrhaare sind lang und reichen angelegt bis hinter die Schultern. Die breiten Füße sind auf der Oberseite dünn mit dunklen Haaren versehen. Die Sohlen sind hinten dunkel pigmentiert und vorne hell. Der relativ dicke Schwanz ist zweifarbig, die körpernahe Hälfte ist rotbraun, die körperfene weißlich. Der Holotyp, ein junges Weibchen, hat eine Kopfrumpflänge von 34,6 cm, einen 26,3 cm langen Schwanz und wiegt 910 g. Die Länge des Hinterfußes beträgt 6,5 cm, der Schädel ist länger als 6,5 cm und die Ohren sind 3,9 cm hoch. Verglichen mit der Machu-Picchu-Inkaratte (Cuscomys oblativus) hat die Ashaninka-Inkaratte einen breiteren und längeren, oben flachen Schädel, während der Schädel der Machu-Picchu-Inkaratte mehr gewölbt ist.

## Lebensraum
Der tot aufgefundene Holotyp wurde in einer Höhe von 3350 Metern in einem feuchten, moosigen Bergwald gefunden, der einen dichten Bestand der Bambusgattung Chusquea, sowie von Polylepis und Weinmannia aufweist. Bissmarken deuten darauf hin, dass er möglicherweise von einem Langschwanzwiesel (Mustela frenata) getötet wurde. Über den Gefährdungsgrad der Art kann die IUCN keine Angaben machen, da nicht genügend Daten vorliegen.

## Belege
1. 1 2 3  Emmons, L. H. (1999). A new genus and species of abrocomid rodent from Peru (Rodentia: Abrocomidae). American Museum Novitates 3279: 1-14. Seite 2.
2. ↑  Cuscomys ashaninka in der Roten Liste gefährdeter Arten der IUCN 2016.2. Eingestellt von: N. Roach, 2016. Abgerufen am 6. Januar 2019.